# 서울중앙지방법원
서울중앙지방법원(서울中央地方法院)은 서울특별시의 강남구, 관악구, 동작구, 서초구, 종로구, 중구를 관할하는 지방법원이다. 서울특별시 서초구 서초중앙로 157에 위치하고 있다.

## 역사
1895년 3월 25일 법률 제1호에 의거하여 재판소 구성법이 재정됨에 따라 같은 해 4월 15일 '한성 재판소'가 설치되었다. 이어 1947년 1월 1일에 '서울지방심리원'으로 개칭되었다. 그러다가 5·16 쿠데타 당시 군부세력의 구속영장 발부 요구를 거부한 김제형 서울지방법원장의 행정권을 박탈할 목적으로 박정희 정부는 “사건의 신속한 처리와 법원 관할의 조정, 법원행정사무에 대한 감독체계의 효율적인 쇄신”을 이유로 1963년 7월 1일에 '서울민사지방법원'과 '서울형사지방법원'으로 분리되었다. 이후 다시 1995년 3월 1일 서울민사지방법원과 서울형사지방법원이 통합되어 '서울지방법원'이 되었으며, 2004년 2월 1일, 동부·남부·북부·서부·의정부 지원의 지방법원 승격으로 분리와 동시에 서울지방법원에서 '서울중앙지방법원'으로 명칭이 변경되었다.
서울중앙지방법원은 대법원의 2006년도 국선변호 전담변호사 제도의 확대 시행에 맞춰 형사재판 피고인을 대상으로 국선변호 전담변호사 제도를 2006년 3월 1일부터 시행하였다.
미국의 국선변호 제공방식 중 퍼블릭디펜더(Public Defender) 및 계약 변호인 제도를 모델로 하여 국선전담으로 지정된 변호사는 일체의 개인적 사건 수임을 금지하여 매월 일정수(월 40건 내외)의 사건처리와 일정액(1건당 20만원)의 보수를 보장한다.
대법원은 2004년 9월 1일부터 서울중앙지방법원을 비롯하여 11개 법원을 대상으로 20여명의 국선전담 변호사를 선정한 시범실시를 거쳐『국선변호에 관한 예규』에 국선변호 전담변호사에 대한 근거조항을 신설하고 2년 계약의 국선변호 전담변호사 제도를 2006년 3월 1일부터 시행하였다. 기존에 국선변호 전담변호사로 활동하였던 심훈종, 윤영근, 조현권, 이석준 변호사 외에 2005년 11월 법원행정처에서 시행한 『국선변호 전담변호사 지원공고』에 지원하여 신규 선발된 이영미, 한연규, 박종철 변호사 등 3인을 추가로 국선변호 전담변호사로 배정하여 전담변호사들이 1심 단독 및 항소 재판부 중 2개씩의 재판부를 전담하되 “외국인ㆍ교통ㆍ마약” 등의 전담재판부들에 대하여는 한 명의 변호사가 동일한 전담사건만을 맡게 했다.
국선변호 전담변호사에 대한 공동사무실의 설치 하고 형사수석부장판사를 위원장으로 하고 변호사, 민간 조정위원 등으로 구성된 「국선변호 감독위원회」를 설치했다.

## 역대 법원장
| 조직               | 순번 | 이름   | 재임기간                         | 주요 경력                                                                                    |
| ------------------ | ---- | ------ | -------------------------------- | -------------------------------------------------------------------------------------------- |
| 서울형사지방법원장 | 초대 | 주재황 | 1963년~1965년                    | 서울민사지방법원장-> 중앙선거관리위원장->대법원 판사(대법관)->헌법위원회 위원장              |
| 서울형사지방법원장 | 2    | 강인회 | ~1968년                          | 서울가정법원장->서울민사지방법원장->서울고등법원장->대법원 판사->대구고등법원장->대법원 판사 |
| 서울형사지방법원장 | 3    | 임항준 | ~1969년                          | 대구고등법원장->대법원 판사                                                                  |
| 서울형사지방법원장 | 4    | 송명관 | ~1971년                          | 1971년 사법파동으로 퇴진                                                                     |
| 서울형사지방법원장 | 5    | 임기호 | ~1973년                          | 사법연수원장->서울고등법원장                                                                 |
| 서울형사지방법원장 | 6    | 유태흥 | ~1975년                          | 서울고등법원장->대법원 판사->8대 대법원장                                                    |
| 서울형사지방법원장 | 7    | 윤운영 | ~1978년                          | 대법관                                                                                       |
| 서울형사지방법원장 | 8    | 신창동 | ~1980년                          | 1980년 신군부에 의해 강제해직 후 변호사 개업                                                 |
| 서울형사지방법원장 | 9    | 이정우 | ~1981년                          | 대법원 판사->법원행정처장->헌법위원->대법원장 직무대리->법무장관                             |
| 서울형사지방법원장 | 10   | 김형기 | ~1984년                          | 대법원 판사                                                                                  |
| 서울형사지방법원장 | 11   | 정기승 | ~1985년                          | 대법원 판사, 대법원장 임명동의안 부결                                                        |
| 서울형사지방법원장 | 12   | 황선당 | ~1986년                          | 대법원 판사                                                                                  |
| 서울형사지방법원장 | 13   | 안우만 | ~1988년                          | 대법관->법원행정처장->법무장관                                                               |
| 서울형사지방법원장 | 14   | 장상재 | ~1991년                          | 부산고등법원장                                                                               |
| 서울형사지방법원장 | 15   | 이영모 | ~ 1992년                         | 서울고등법원장->헌법재판소 재판관                                                            |
| 서울형사지방법원장 | 16   | 이정락 | ~1993년                          | 대법원 공직자윤리위원                                                                        |
| 서울형사지방법원장 | 17   | 신성택 | ~1994년                          | 대법관                                                                                       |
| 서울형사지방법원장 | 18   | 한대현 | ~1995년                          | 대전고등법원장->서울고등법원장->헌법재판관                                                   |
| 서울지방법원장     | 1    | 정지형 | 1995년 3월1일~                   |                                                                                              |
| 서울중앙지방법원장 | 1    | 강병섭 | 1996년 2월 4일~                  |                                                                                              |
| 서울중앙지방법원장 |      | 강병섭 | 2004년 2월 11일~                 |                                                                                              |
| 서울중앙지방법원장 |      | 변동걸 | 2005년 2월 14일~                 |                                                                                              |
| 서울중앙지방법원장 |      | 이홍훈 | ~2006년 6월                      | 대법관                                                                                       |
| 서울중앙지방법원장 |      | 이우근 | 2006년 6월~                      | 사학분쟁조정위원회                                                                           |
| 서울중앙지방법원장 |      | 이주흥 | ~2008년 2월                      |                                                                                              |
| 서울중앙지방법원장 |      | 신영철 | 2008년 2월 13일~                 | 대법관                                                                                       |
| 서울중앙지방법원장 |      | 이인재 | 2009년 2월~                      |                                                                                              |
| 서울중앙지방법원장 | 8    | 이진성 | 2010년 2월 11일~ 2012년 2월      | 서울남부지방법원장에서 서울중앙지방법원장->광주고등법원장->헌법재판관->헌법재판소장          |
| 서울중앙지방법원장 | 9    | 이성보 | ~ 2012년 12월 7일                | 국민권익위원장                                                                               |
| 서울중앙지방법원장 | 10   | 서기석 | 2013년 2월 14일                  |                                                                                              |
| 서울중앙지방법원장 | 11   | 황찬현 | 2013년 3월 28일~2013년 11월 11일 | 감사원장                                                                                     |
| 서울중앙지방법원장 | 12   | 이성호 | 2013년 11월 11일~2015년 7월 20일 | 국가인권위원장                                                                               |
| 서울중앙지방법원장 | 13   | 강형주 | 2015년 8월 14일~ 2018년 2월 12일 | 법원행정처 차장에서 승진                                                                     |
| 서울중앙지방법원장 | 14   | 민중기 | 2018년 2월 13일~ 2021년 2월 8일  | 서울고등법원 부장판사에서 승진                                                               |
| 서울중앙지방법원장 | 15   | 성지용 | 2021년 2월 9일 ~ 2023년 2월      | 춘천지방법원장                                                                               |
| 서울중앙지방법원장 | 16   | 김정중 | 2023년 2월 ~ 2025년 2월          |                                                                                              |
| 서울중앙지방법원장 | 17   | 오민석 | 2025년 2월 ~                     | 대법원 수석재판연구관                                                                        |

## 역대 수석부장판사

### 민사수석
- 이태운 2004년 2월 11일 ~ 2005년 11월 3일
- 송진현 2005년 11월 4일 ~ 2006년 8월 23일
- 김용헌 2006년 8월 24일 ~ 2008년 2월 12일
- 이동명 2008년 2월 13일 ~ 2009년 4월 12일
- 박병대 2009년 4월 13일 ~ 2010년 2월 21일
- 최성준 2010년 2월 22일 ~ 2012년 2월 15일
- 성낙송 2012년 2월 16일 ~ 2013년 2월 13일
- 강형주 2013년 2월 14일 ~ 2014년 2월 12일
- 조영철 2014년 2월 13일 ~ 2015년 2월 25일
- 김용대 2015년 2월 26일 ~ 2017년 2월 8일

### 민사 제1수석
- 김정만 2017년 2월 9일 ~ 2018년 2월 12일
- 김상환 2018년 2월 13일 ~ 2018년 10월 10일
- 구회근 2018년 10월 29일 ~ 2019년 2월 13일
- 이승련 2019년 2월 14일 ~

### 민사 제2수석
- 김형두 2017년 2월 9일 ~ 2018년 2월 12일
- 구회근 2018년 2월 13일 ~ 2019년 2월 13일
- 우라옥 2019년 2월 1일 ~

### 파산수석
- 차한성 2003년 9월 15일 ~ 2005년 11월 3일
- 이진성 2005년 11월 4일 ~ 2008년 2월 12일
- 고영한 2008년 2월 13일 ~ 2010년 2월 21일
- 지대운 2010년 2월 22일 ~ 2012년 2월 15일
- 이종석 2012년 2월 16일 ~ 2014년 2월 12일
- 윤준 2014년 2월 13일 ~ 2016년 2월 10일
- 김정만 2016년 2월 11일 ~ 2017년 2월 8일
- 정준영 2017년 2월 9일 ~ 2017년 2월 28일

### 형사수석
- 김형기
- 허정훈
- 안우만 1983년 2월 1일~ 1984년 8월 15일
- 박만호
- 손진곤
- 정상학
- 이철환
- 이영범 (법조인) 1992년[5]
- 민형기 2003년 2월 12일 ~ 2005년 2월 13일
- 신영철 (법조인) 2005년 2월 14일 ~ 2006년 8월 23일
- 이상훈 (법조인) 2006년 8월 24일 ~ 2008년 2월 12일
- 허만 2008년 2월 13일 ~ 2009년 4월 12일
- 최완주 2009년 4월 13일 ~ 2010년 2월 21일
- 박홍우 2010년 2월 22일 ~ 2011년 5월 22일
- 성낙송 2011년 5월 23일 ~ 2012년 2월 15일
- 임종헌 2012년 2월 16일 ~ 2012년 8월 12일
- 노태악 2012년 8월 13일 ~ 2014년 2월 12일
- 임성근 2014년 2월 13일 ~ 2016년 2월 10일
- 신광렬 2016년 2월 11일 ~ 2018년 2월 12일
- 김종호 2018년 2월 13일 ~ 2019년 2월 13일
- 김병수 2019년 2월 1일 ~

## 조직
- 재판부
  - 민사재판부: 항소부, 합의부, 단독
  - 형사재판부: 항소부, 합의부, 단독
  - 파산재판부: 합의부, 파산단독, 개인회생단독, 회생단독
- 사무국
- 민사국
- 형사국
- 등기국

## 등기 관할
- 중부등기소 (종로구, 중구, 다만, 상업등기는 제외)
- 등기국 (서초구, 동작구, 관악구, 강남구 및 서울특별시 전지역의 상업등기)

## 같이 보기
- 서울동부지방법원
- 서울남부지방법원
- 서울서부지방법원
- 서울북부지방법원